# Dimitri Rebikoff
Dimitri Rebikoff (Paris, 23 de março de 1921 — Flórida, agosto de 1997) foi um engenheiro, fotógrafo e inventor francês. 

## Carreira
Desenvolveu o primeiro flash electrónico subaquático, câmaras de filmar e em estéreo e a primeira scooter subaquática, a “Torpilha”, o “Pegasus” e o primeiro veículo teleguiado (ROV). A sua contribuição para o desenvolvimento da fotografia subaquática foi a todos os níveis, muito inovadora.
Após a Segunda Grande Guerra, Dimitri Rebikoff estudou na Universidade de Sorbonne de Paris. Mais tarde mudou-se para Lausanne, na Suíça, onde abriu uma oficina e onde fez a sua primeira invenção, o colorímetro, um instrumento de medição da temperatura de cor.

### Invenções
A invenção do flash portátil, de 1947, criou uma data marcante na fotografia técnico-científica. Tornou-se possível tirar uma fotografia de uma bala no momento do disparo com uma velocidade de exposição de 1 milionésimo de segundo.
Desenvolveu em 1952 a primeira “scooter subaquática”, “Torpille”, que mais tarde se transformou no primeiro veículo subaquático de controlo remoto, o “Poodle”.
Desenvolveu em 1953 o “Pegasus“, veículo subaquático tripulado por um mergulhador, o “Pegasus” foi equipado com instrumentos Gyro e revelou-se um sucesso internacional.
Em 1959 Ada e Dimitri Rebikoff mudaram-se para os Estados Unidos. Dimitri trabalhou como engenheiro chefe com companhias como Loral, Chicago Bridge, etc. Novas tecnologias levaram a maiores desenvolvimentos em televisão e em câmaras subaquáticas de alta velocidade.
Veículos subaquáticos como o “Pegasus” e o “Sea-Inspector”, equipados com câmaras subaquáticas, foram usados por empresas petrolíferas, a indústria cinematográfica, o Oceanographic Office e a Marinha dos Estados Unidos.
Em 1980 Dimitri Rebikoff estabeleceu o Rebikoff Institute of Marine Tecnology, um instituto sem fins lucrativos, em Fort Lauderdale, Florida.